# LGV Cologne - Aix-la-Chapelle
La LGV Cologne - Aix-la-Chapelle est la partie allemande du projet trans-européen de ligne à grande vitesse Paris-Bruxelles-Cologne. Il ne s'agit pas d'une ligne nouvelle, mais d'une rénovation de la ligne classique ouverte en 1841 par la Rheinische Eisenbahn. Une fois prolongée vers la Belgique en 1843, cette ligne fut la première ligne de chemin de fer internationale au monde.
La ligne est longue de 70 kilomètres. Les 40 premiers kilomètres entre Cologne et Düren ont été reconstruits et constituent la ligne 2622 du réseau de la Deutsche Bahn, avec la création de voies dédiées pour la grande vitesse et le trafic local, et autorisent depuis 2002 des vitesses allant jusqu'à 250 km/h. Entre Düren, Aix-la-Chapelle et la frontière belge, les trains empruntent la ligne classique et leur vitesse y est limitée à 160 km/h, avec quelques ralentissements. La rénovation de cette section est prévue dans un avenir proche.
Elle est prolongée en Belgique par la LGV 3, qui double l’ancienne ligne de 1843.
Le goulot d'étranglement de l'axe ferroviaire de Cologne à la Frontière belge se trouvait entre Aix-la-Chapelle et la frontière belge au Buschtunnel, le plus ancien tunnel ferroviaire d'Allemagne, datant de 1838 et dont le gabarit étroit rendait la circulation compliquée. Ce tunnel a été, du fait de sa vétusté, limité à 40 km/h. Depuis, un nouveau tunnel parallèle en voie unique a été inauguré en 2007, permettant la fermeture de l'ancien pour rénovation et mise à simple voie. Celui-ci fut rouvert en 2011 permettant aux trains de circuler à 160 km/h dans les deux tubes du tunnel.
Son prolongement en Belgique a entraîné la construction d’une ligne nouvelle en site propre ainsi que la rénovation du court tronçon de deux kilomètres entre la frontière et le Hammerbrücke (qui fut reconstruit à cette occasion).